# كيس فان دونجن
كورنيليس ثيودوروس ماريا كيس فان دونجن (26 يناير 1877 - 28 مايو 1968) كان رسامًا هولنديًا فرنسيًا، وأحد رواد الحوشية. تأثر عمل فان دونجن المبكر بمدرسة لاهاي والرمزية وتطور تدريجياً إلى أسلوب تقريبي. من عام 1905 فصاعدًا - عندما شارك في معرض صالون دوتون المثير للجدل عام 1905 - أصبح أسلوبه أكثر وأكثر راديكالية في استخدامه للشكل واللون. تعتبر اللوحات التي رسمها في الفترة ما بين 1905-1910 من قبل البعض من أهم أعماله. تتركز موضوعات عمله من تلك الفترة في الغالب حول الحياة الليلية؛ يرسم الراقصين والمغنيين والحفلات التنكرية والمسرح. اكتسب فان دونجن سمعة طيبة بسبب صوره الحسية - المتوهجة في بعض الأحيان - الخاصة بالنساء.

## الحياة والعمل
وُلد كيس فان دونجن في ديلفشافين، ثم في ضواحي مدينة روتردام، وهي اليوم إحدى مقاطعات روتردام. كان هو الثاني من بين أربعة أطفال في عائلة من الطبقة المتوسطة. في عام 1892، في سن 16، بدأ كيس فان دونجن دراسته في الأكاديمية الملكية للفنون الجميلة في روتردام، حيث عمل مع J. ضمن و JG Heyberg. خلال هذه الفترة (1892-1897)، كان فان دونجن يتردد على منطقة الميناء البحري في الربع الأحمر، حيث قام برسم مشاهد للبحارة والبغايا. التقى أوغستا بريتينجر في الأكاديمية، وهي رسامة زميلة.
في عام 1897، عاش فان دونجن في باريس لعدة أشهر، حيث كان هناك مجتمع كبير من المهاجرين. في ديسمبر 1899، عاد من روتردام إلى باريس، حيث انتقل بريتينجر قبله ووجد عملاً. 

## المسار المهني
بدأ فان دونجن بالعرض في باريس، وشارك في معرض 1905 صالون دوتون المثير للجدل  جنبًا إلى جنب مع هنري ماتيس، وأندريه ديرين، وألبرت ماركيه، وموريس دي فلامينك، وتشارلز كاموين، وجان بوي. أدت الألوان الزاهية لهذه المجموعة من الفنانين إلى أن أطلق عليهم الناقد الفني لويس فوكسسلس اسم الحوشية ('Wild Beasts'). كان فان دونجن أيضًا لفترة وجيزة عضوًا في المجموعة التعبيريّة الألمانية Die Brücke .
درس في أكاديمية فيتي عام 1912.
الجاذبية الاجتماعية والتجارية لعمله الأخير (مثل صورة عام 1959 لبريجيت باردو في ثوب أسود صغير، وشعرها أشعث) لم يتطابق مع الوعد الفني أو الإثارة الجنسية البوهيمية لعقوده الثلاثة الأولى من عمله.
من عام 1959، عاش كيس فان دونجن في موناكو. توفي في منزله بمونت كارلو عام 1968. يحتفظ المتحف الوطني الجديد لموناكو بمجموعة واسعة من أعمال فان دونجن. كان عمله أيضًا جزءًا من حدث الرسم في المسابقة الفنية في الألعاب الأولمبية الصيفية لعام 1932.

## أعمال محددة

Femme aux bas noirs ( امرأة ذات جوارب سوداء ) ، c. 1907، زيت على قماش، 129.5 سـم × 195.5 سـم (51.0 بوصة × 77.0 بوصة)Femme aux bas noirs ( امرأة ذات جوارب سوداء ) ، c. 1907، زيت على قماش، 129.5 سـم × 195.5 سـم (51.0 بوصة × 77.0 بوصة)
Les lutteuses ( Lutteuses du Tabarin ) ، 1907–08 ، زيت على قماش ، 105.5 سـم × 164 سـم (41.5 بوصة × 64.6 بوصة) ، Nouveau Musée National de MonacoLes lutteuses ( Lutteuses du Tabarin ) ، 1907–08 ، زيت على قماش ، 105.5 سـم × 164 سـم (41.5 بوصة × 64.6 بوصة) ، Nouveau Musée National de Monaco
لوسي وشريكتها في الرقص ، 1911 ، زيت على قماش ، 130 سـم × 96.5 سـم (51.2 بوصة × 38.0 بوصة) ، متحف هيرميتاجلوسي وشريكتها في الرقص ، 1911 ، زيت على قماش ، 130 سـم × 96.5 سـم (51.2 بوصة × 38.0 بوصة) ، متحف هيرميتاج
Le lévrier bleu ( Le chien bleu ، Portrait de Mlle Dumarest ) ، 1919 ، زيت على قماش ، 195 سـم × 97 سـم (77 بوصة × 38 بوصة)Le lévrier bleu ( Le chien bleu ، Portrait de Mlle Dumarest ) ، 1919 ، زيت على قماش ، 195 سـم × 97 سـم (77 بوصة × 38 بوصة)
الراقصة أنيتا ، ج. 1907–08 زيت على قماش ، 130.5 سـم × 97 سـم (51.4 بوصة × 38.2 بوصة) ، المتحف الوطني للدنماركالراقصة أنيتا ، ج. 1907–08 زيت على قماش ، 130.5 سـم × 97 سـم (51.4 بوصة × 38.2 بوصة) ، المتحف الوطني للدنمارك
La Femme au Jabot ( امرأة ذات رتوش ) ، ج. 1911 زيت على قماش ، 98 سـم × 79 سـم (39 بوصة × 31 بوصة)La Femme au Jabot ( امرأة ذات رتوش ) ، ج. 1911 زيت على قماش ، 98 سـم × 79 سـم (39 بوصة × 31 بوصة)
ارتفع La robe ( Ève Francis ) ، c. 1919 زيت على قماش ، 146.5 سـم × 114.3 سـم (57.7 بوصة × 45.0 بوصة)ارتفع La robe ( Ève Francis ) ، c. 1919 زيت على قماش ، 146.5 سـم × 114.3 سـم (57.7 بوصة × 45.0 بوصة)
La femme au foulard ، قبل 1920 ، زيت على قماش ، 92.5 سـم × 73.5 سـم (36.4 بوصة × 28.9 بوصة)La femme au foulard ، قبل 1920 ، زيت على قماش ، 92.5 سـم × 73.5 سـم (36.4 بوصة × 28.9 بوصة)
السيدة جاسمي ألفين ، قبل عام 1920 ، زيت على قماش ، 195 سـم × 131.5 سـم (76.8 بوصة × 51.8 بوصة) ، المتحف الوطني للفن الحديثالسيدة جاسمي ألفين ، قبل عام 1920 ، زيت على قماش ، 195 سـم × 131.5 سـم (76.8 بوصة × 51.8 بوصة) ، المتحف الوطني للفن الحديث
أبو الهول ، 1920 ، زيت على قماش ، 146 سـم × 113 سـم (57 بوصة × 44 بوصة) ، متحف الفن الحديث بمدينة باريسأبو الهول ، 1920 ، زيت على قماش ، 146 سـم × 113 سـم (57 بوصة × 44 بوصة) ، متحف الفن الحديث بمدينة باريس
لا بينوز ، دوفيل ، 1920 ، زيت على قماش ، 195 سـم × 129 سـم (77 بوصة × 51 بوصة)لا بينوز ، دوفيل ، 1920 ، زيت على قماش ، 195 سـم × 129 سـم (77 بوصة × 51 بوصة)